# La Salle-de-Vihiers

La Salle-de-Vihiers este o comună în departamentul Maine-et-Loire, Franța. În 2009 avea o populație de 1,076 de locuitori.